# Carretera de Nebraska 29
La Carretera de Nebraska 29 (en inglés: Nebraska Highway 29) es una carretera estatal estadounidense ubicada en el estado de Nebraska. La carretera inicia en el Sur desde la US 26  en Mitchell hacia el Norte en la US 20  en Harrison, y tiene longitud de 88,2 km (54.81 mi).

## Mantenimiento
Al igual que las autopistas interestatales, y las rutas federales y el resto de carreteras estatales, la Carretera de Nebraska 29 es administrada y mantenida por el Departamento de Carreteras de Nebraska por sus siglas en inglés NDOR.

## Cruces
La Carretera de Nebraska 29 es atravesada principalmente por la  US 26  (Broadway Street)    en  Mitchell 
  US 20  (5th Street)    en  Harrison.